# MORE MUSIC 919
『MORE MUSIC 919』（モアミュージックきゅういちきゅう）は、ラジオ大阪が2018年4月2日（月曜日）から設定している、自社制作の関西ローカル向け音楽番組の一部を包括するレーベルの名称。
同局の2024年4月改編におけるレギュラー番組のうち、演歌歌手がパーソナリティを日替わりで務める『いいね!イマうた』、J-POPやアニメソングを扱う『J-HITS RADI✕MATION』（ジェイヒッツ・ラジメーション）、藤川貴央（ラジオ大阪アナウンサー）の冠番組である『藤川貴央のDMZ』（ふじかわたかおのディーエムゼット）は、いずれもこのレーベルから誕生している。
ラジオ大阪が年に4回公表している3ヶ月単位の番組表では、2018年の4 - 6月分から2024年の1 - 3月分まで、当レーベル内の番組を放送する時間帯（「『MORE MUSIC 919』ゾーン」）を明示していた。2024年4 - 6月分からは「『MORE MUSIC 919』ゾーン」の表示が消えているものの、同年5月までの時点では、当レーベルの存廃に関する正式な発表がラジオ大阪から為されていない。このような事情から、当ページでは便宜上、『いいね!イマうた』『J-HITS RADI✕MATION』『藤川貴央のDMZ』を「『MORE MUSIC 919』ゾーンの関連番組」として扱う。なお、『いいね!イマうた』については『イマうた』にも詳述。

## 概要
『News Tonight いいおとな』（平日の夜間に編成されていた報道系の生ワイド番組）の月- 木曜分の放送枠と、『TOP POP MUSIC』（1960・1970年代の洋楽に特化した音楽番組でいずれもラジオ大阪の自社制作）の放送枠を統合したうえで、月 - 木曜日21:00 - 23:00の時間帯に音楽番組を日替わりで編成。レーベル名の919は、ラジオ大阪がワイドFM放送で使用している周波数（91.9メガヘルツ）に由来している。
レーベル枠の設定当初は、『J-HITS RADI✕MATION』を月 - 水曜日、洋楽に特化した『MUSIC MUSIC MUSIC』（ミュージック・ミュージック・ミュージック）を木曜日に編成していた。もっとも、タイムCMを出稿するスポンサーがレーベル枠の設定当初から付いていないため、レーベル内の番組では別番組の放送による番組の短縮や休止が頻発。レーベル枠全体でも、枠を編成する曜日や時間帯が、2019年の4月から何度も変更されている（詳細後述）。また、前月（3月）までのラジオ大阪の番組表にはレーベル内の全番組が「生放送」である旨が記されていたが、『MUSIC MUSIC MUSIC』は開始の当初から放送の前に収録。4月以降の番組表では、このような記述が割愛されている。
『J-HITS RADI✕MATION』については、水曜分を2019年3月28日で終了した後に、月・火曜分を9月24日まで放送。4月3日からは、藤川貴央が単独でパーソナリティを務める『藤川貴央のDMZ』を水曜枠で開始。9月27日からは、平日17時台の帯番組であった『イマうた』を『いいね!イマうた』に改称したうえで月・火曜枠へ組み込んだ。
2019年11月には『J-HITS RADI✕MATION』の放送を金曜日で再開したが、『MUSIC MUSIC MUSIC』が同年12月26日放送分で終了したことを受けて、『藤川貴央のDMZ』は2020年の初回（1月2日放送分）から木曜枠での放送に変更。この変更を境に、当レーベルの番組は水曜日に編成されていない。
『J-HITS RADI✕MATION』については、2021年1月4日から3月22日まで放送枠を毎週月曜日の22:00 - 23:00（当時21:00 - 22:00に編成されていた『いいね!イマうた』の後枠）へ移したものの、同年4月から再び金曜日で放送。金曜日で放送する期間には、放送枠を基本として19:00 - 20:26に設定（2022年は21:00まで）放送している。ただし、園田競馬場（兵庫県尼崎市）で金曜日にナイター競走を開催する期間中（当該項で詳述）にはこの放送枠が『OBCドラマティック競馬 金曜版　そのだ金曜ナイター中継』に充てられるため、実際にはナイター競走を開催しない期間中に限って放送されている。
その一方で、ラジオ大阪では2018年4月6日から、毎週土曜日の11:00 - 13:00に『ゴッドアフタヌーン アッコのいいかげんに1000回』（ニッポン放送制作の生ワイド番組）をフルネットで放送。2022年3月26日放送分でネット自体を終了したことに伴って、『藤川貴央のDMZ』の放送枠を翌週（4月1日）から後半の時間帯（12:00 - 13:00）に移動させた。当レーベルではこの移動を機に木曜枠も廃止したが、『藤川貴央のDMZ』は2023年10月6日から、放送の日時を金曜日の21:00 - 22:00に変更している。
なお、ラジオ大阪の番組表では、2022年4 - 6月分から『いいね!イマうた』だけを「『MORE MUSIC 919』ゾーンの番組」として扱っていた。2024年4 - 6月分からは「『MORE MUSIC 919』ゾーン」の表示を取り止めているが、同番組と『藤川貴央のDMZ』は通年、『J-HITS RADI✕MATION』は『そのだ金曜ナイター中継』を編成しない期間限定で4月以降も放送を続けている。

## 放送時間
関連番組を含むレギュラー（通年編成）の放送枠
| 放送期間                        | 放送時間（JST） | 放送時間（JST） | 放送時間（JST） | 放送時間（JST） | 放送時間（JST） | 放送時間（JST） |
| 放送期間                        | 月曜            | 火曜            | 水曜            | 木曜            | 金曜            | 土曜            |
| ------------------------------- | --------------- | --------------- | --------------- | --------------- | --------------- | --------------- |
| 2018年4月 - 5月                 | 21:00 - 23:00   | 21:00 - 23:00   | 21:00 - 23:00   | 21:00 - 23:00   | -               | -               |
| 2018年6月                       | 21:00 - 23:00   | 21:00 - 23:00   | 21:00 - 22:45   | 21:00 - 22:45   | -               | -               |
| 2018年7月 - 8月2日              | 21:00 - 23:00   | 21:00 - 23:00   | 21:00 - 23:00   | 21:00 - 22:45   | -               | -               |
| 2018年8月6日 - 12月             | 21:00 - 23:00   | 21:00 - 23:00   | 21:00 - 23:00   | 21:00 - 23:00   | -               | -               |
| 2019年1月 - 3月                 | 21:00 - 23:00   | 21:00 - 23:00   | 21:00 - 22:30   | 21:00 - 23:00   | -               | -               |
| 2019年4月 - 5月                 | 21:00 - 22:00   | 21:00 - 22:00   | 21:00 - 22:00   | 21:00 - 23:00   | -               | -               |
| 2019年6月                       | 21:00 - 22:00   | 21:00 - 22:00   | 21:00 - 22:00   | 21:15 - 23:00   | -               | -               |
| 2019年7月 - 11月21日            | 21:00 - 22:00   | 21:00 - 22:00   | 21:00 - 22:00   | 21:00 - 23:00   | -               | -               |
| 2019年11月25日 - 12月26日       | 21:00 - 22:00   | 21:00 - 22:00   | 22:00 - 22:30   | 21:00 - 23:00   | -               | -               |
| 2019年12月30日 - 2020年12月31日 | 21:00 - 22:00   | 21:00 - 22:00   | -               | 22:00 - 23:00   | -               | -               |
| 2021年1月 - 2021年3月25日       | 21:00 - 23:00   | 21:00 - 23:00   | -               | 22:00 - 23:00   | -               | -               |
| 2021年3月29日 - 2022年3月31日   | 21:00 - 22:00   | 21:00 - 22:00   | -               | 22:00 - 23:00   | -               | -               |
| 2022年4月1日 - 2023年9月27日    | 21:00 - 21:30   | 21:00 - 21:30   | -               | -               | -               | 12:00 - 13:00   |
| 2023年10月2日 -                 | 21:00 - 21:30   | 21:00 - 21:30   | -               | -               | 21:00 - 22:00   | -               |

以下は、関連番組を含む期間限定編成枠。
| 放送期間 | 放送時間（JST） |               |
| 放送期間 | 金曜            |               |
| --- | --------------- | ------------- |
| 2019年11月15日 - 2020年5月8日 2020年11月6日 - 2021年1月1日 2021年4月2日 - 2021年5月7日 2021年11月5日 - 2022年4月22日 | 19:00 - 20:26   | 19:00 - 20:26 |
| 2022年10月21日 - 2023年4月21日                                                                                       | 19:00 - 21:00   | 19:00 - 21:00 |
| 2023年11月3日 - 2023年12月15日                                                                                       | 19:00 - 20:45   | 19:00 - 20:45 |
| 2024年1月5日 - 2024年5月3日                                                                                          | 19:00 - 21:00   | 19:00 - 21:00 |
| 2024年11月1日 - | 19:00 - 20:26   | 19:00 - 20:26 |

放送開始 - 2019年3月は21:54 - 21:59に産経新聞ニュースと天気予報を内包。

### レーベル枠内における放送時間の頻繁な変更
2018年6月の水曜分（『J-HITS RADI✕MATION』）は『痛快!バッチリラジオ』（九州朝日放送制作の事前収録番組）、同年6・7月の木曜分（『MUSIC MUSIC MUSIC』）は『ありすorありす WELCOME RADIO』（当時「1314 V-STATION」枠で放送されていたラジオ大阪の自社制作番組）を編成した関係で、放送時間がそれぞれ15分短縮されていた。『ありすorありす WELCOME RADIO』は2018年7月26日で急遽終了したが、『MUSIC MUSIC MUSIC』では短縮後の放送枠（21:00 - 22:45）に対応すべく翌週分（8月2日放送回）を既に収録していたため、8月2日のみは22:45からの15分間を『OBCミュージックアベニュー』（事前収録によるフィラー番組）を充てた。
2019年1 - 3月の水曜分（『J-HITS RADI✕MATION』）は、『ラジオが大好き!』（自社制作番組）を22:30 - 23:00に編成したことに伴って、放送時間を21:00 - 22:30に変更。同年6月の木曜分（『MUSIC MUSIC MUSIC』）では、『BIGMAMAと縁起のいい神主がお送りするいざ!!福来たれ～!!』を21:00 - 21:15に編成した関係で、放送開始時間を21:15に繰り下げた。

### 『J-HITS RADI✕MATION』
期間限定番組として復活してからも、放送の期間中に放送の曜日・時間が何度も変更されている。2020年11月27日・12月4日および2021年4月23日など『江木俊夫の聞いてんの?』（ラジオ大阪の自社制作によるレギュラー番組）の前倒し放送、2020年12月11日には特別番組の編成に伴って、19:30からの短縮放送で対応。月曜22時台での放送（2021年1月4日 - 3月22日）を経て、2021年4月2日から再び金曜日に放送されているが、同月23日には放送の期間中にもかかわらず休止していた。

### 『藤川貴央のDMZ』
「大人の部屋には、こんなアルバムが1枚あっても良いんじゃないか?」というコンセプトの下に、週替わりで設定したテーマに沿った楽曲をジャンルを問わず放送。放送上は『DMZ』を「Deep Music Zone（ディープ・ミュージック・ゾーン）の略称」と紹介しているが、藤川によれば、「最初の放送枠が『演歌の火曜日』（『いいね!イマうた』）と『洋楽の木曜日』（『MUSIC MUSIC MUSIC』）にはさまれた水曜日に割り当てられたので、『演歌にも洋楽にも偏らず、演歌であれ洋楽であれ、テーマに沿った楽曲を週替わりで流す』というスタンスを示すべく、非武装地帯（Demilitarized zone）を意味する英語のDMZを番組のタイトルに取り入れた」という。
実際には、リスナーからのリクエストを基にテーマを設定した特集、ある楽曲のカヴァーバージョンをひたすら流す特集、かつて日本民間放送連盟（民放連）の自主規制によって「放送禁止」の指定を受けていた楽曲の特集、一般にはほとんど流通していないアルバム（ラジオ大阪を含む放送業界の関係者にしか配布されなかったサンプル盤など）の収録曲だけを紹介する特集などを週替わりで放送。このような特集から、リスナーの反響がとりわけ多かった回の再放送も随時実施している。過去の特集で取り上げた著名な作詞家・作曲家・歌手・演奏家の追悼特集を放送する場合や、過去の放送で扱った他のテーマで改めて特集を組む場合には、当該回のアーカイブ音源に新録音源や未放送の楽曲を組み合わせることで対応する。
木曜枠に編成されていた時期には、『J-HITS RADI✕MATION』と同様に、放送時間の変更や休止が頻繁に生じていた。2019年11月27日には別番組の編成、12月4日には新番組の開始に伴って放送時間を22:00 - 22:30に短縮。12月11日からの3週間は、放送を休止したうえで特別番組を編成していた。2020年1月からは放送枠を22:00 - 23:00に拡大したものの、同月15日から3月11日までは『KIREI NOTE Lounge』（ラジオ大阪とニッポン放送の共同制作番組）と交互に隔週で放送。4月以降も2022年3月まで、月に1回はこの番組に差し替えていた。また、2021年10月28日は第49回衆議院議員総選挙政見放送、2021年12月30日から2022年1月13日までの3週間は特別番組との兼ね合いで休止していた。
なお、放送の日時を2022年4月に変更してからも、特別番組を編成する関係で放送を休止することがある。ただし、休止の頻度は木曜枠の時代より減っている。

### 「ラジオ・チャリティー・ミュージックソン」への対応
ラジオ大阪がラジオ・チャリティー・ミュージックソンに参加する12月24日がレーベル内番組の放送日と重なる年には、『ミュージックソンスペシャル』（生放送による内包番組）扱いで当該番組の放送枠を拡大することがある。12月24日が木曜日だった2020年には『藤川貴央のDMZ』を30分拡大で21:30 - 23:00、金曜日だった2021年には『J-HITS RADI✕MATION』を15分拡大で19:00 - 20:45に放送した。

## パーソナリティ
- 2022年10月21日から
  - 「J-HITS RADI✕MATION」金曜：清水綾音（松竹芸能所属のタレント）
    - ラジオ大阪が平日のランチタイム～午後帯に編成している生ワイド番組でも、2020年4月から2022年3月まで『Hit&Hit!』の火曜分、2023年4月から『原田年晴　かぶりつき○○!』シリーズ（2024年3月までは『マンデー!』→翌4月以降は『サースデー!』）に「パートナー」としてレギュラー出演。
- 2024年4月1日から
  - 「いいね！イマうた 原田波人です」月曜：原田波人（歌手）
- 2024年10月1日から
  - 「いいね！イマうた 里野鈴妹です」火曜：里野鈴妹（歌手）
- 2019年4月3日から
  - 「藤川貴央のDMZ」水曜（2019年12月26日まで）・木曜（2020年1月から2022年3月21日まで）・土曜（2022年3月23日から2023年9月23日まで）・金曜（2023年10月6日から）：藤川貴央（ラジオ大阪アナウンサー）

以下は過去の放送。
- 2021年9月28日から2024年9月24日まで
  - 「いいね！イマうた 真田ナオキです」火曜：真田ナオキ（歌手）
- 2021年4月6日から2024年3月25日まで
  - 「いいね！イマうた 田中あいみです」月曜：田中あいみ (演歌歌手)
    - 2024年4月12日から、『原田年晴　かぶりつきフライデー!』のパートナーへ起用。
- 2019年12月30日から2021年11月30日まで
  - 「いいね！イマうた 中澤卓也です」月曜：中澤卓也（歌手）
- 2019年12月30日から2021年9月21日まで
  - 「いいね！イマうた 水雲-MIZMO-です」火曜：水雲（音楽ユニット）
- 2020年11月6日から2021年5月7日まで、2021年11月5日から2022年4月22日まで
  - 「J-HITS RADI✕MATION」金曜（2021年1月1日までと2021年4月2日から2021年5月7日まで、2021年11月5日から2022年4月22日まで）月曜（2021年1月4日から3月22日まで）：藤川貴央（ラジオ大阪アナウンサー）
- 2019年11月15日から2020年5月8日まで
  - 「J-HITS RADI✕MATION」金曜：森川由香（昭和プロダクション所属のタレントで「ラジオ大阪アナウンススクール」の第1期生）
- 番組開始から2019年12月26日まで
  - 「MUSIC MUSIC MUSIC」木曜：土山和子（どやま かずこ：DJで元・和歌山放送アナウンサー）
- 2019年4月から2019年9月26日まで
  - 「J-HITS RADI✕MATION」月曜 - 火曜：和田麻実子（ラジオ大阪アナウンサー）
- 番組開始から2019年3月まで
  - 「J-HITS RADI✕MATION」月曜 - 水曜：松本雅子（出演期間中はラジオ大阪の契約アナウンサー）